# Regierung Frederiksen II
Die Regierung Frederiksen II (dänisch regeringen Mette Frederiksen II) unter Ministerpräsidentin Mette Frederiksen ist seit dem 15. Dezember 2022 die dänische Regierung. Ernannt wurde die Regierung noch durch Margrethe II., seit dem 14. Januar 2024 ist Frederik X. der amtierende König.
Die Regierung ist das 79. dänische Kabinett und besteht aus insgesamt 23 Ministern der drei Koalitionsparteien Socialdemokraterne (Sozialdemokraten), Venstre (liberal-konservativ) und Moderaterne (liberal-zentristisch). Im Parlament wird die Regierung durch die färöische Unionspartei, die färöischen Sozialdemokraten und die grönländische Siumut unterstützt. Zudem kündigte die Radikale Venstre an, sich nicht der Opposition anzuschließen, verzichtete jedoch gleichzeitig darauf, die Regierung formell zu unterstützen. Mit 89 Mandaten im Folketing verfügte die Regierung de facto über eine eigene parlamentarische Mehrheit. Durch den Übertritt einiger Abgeordnetete von Venstre und Moderaterne zu anderen Parteien verfügt die Regierung ab März 2024 nur noch über 85 Mandate und ist daher eine Minderheitsregierung.
Nach der Folketingswahl 2022 hatte sich Ministerpräsidentin Frederiksen entschieden, ihre bisherige Minderheitsregierung nicht fortzusetzen und strebte stattdessen eine Koalition über die Blockgrenzen hinweg an. Sechs Wochen nach der Wahl – und damit nach den längsten Koalitionsverhandlungen der dänischen Geschichte kündigte Frederiksen an, gemeinsam mit der Venstre und den Moderaten eine Regierung zu bilden, die über eine eigene Parlamentsmehrheit verfügt. Dabei handelt es sich um die erste Regierungskoalition zwischen den Parteien des „Roten“ und „Blauen“ Blocks seit 1994 (Regierung Poul Nyrup Rasmussen I) und um die erste Regierungszusammenarbeit zwischen Sozialdemokraten und Venstre seit 1978 (Regierung Jørgensen III). Mit dem Parteivorsitzenden der Moderaten Lars Løkke Rasmussen gehört ein ehemaliger Ministerpräsident Dänemarks – damals allerdings noch für die Venstre – der Regierung als Außenminister an. Es ist das erste Mal in der dänischen Nachkriegsgeschichte, dass ein ehemaliger Regierungschef in das Kabinett einer seiner Nachfolger eintritt. Zuletzt war dies 1926 der Fall gewesen, als Niels Neergaard Finanzminister in der Regierung Madsen-Mygdal wurde.
Die neue Regierung nahm am 15. Dezember 2022 ihre Arbeit auf.
Am 6. Februar 2023 teilte das dänische Staatsministerium mit, dass Verteidigungsminister Jakob Ellemann-Jensen krankheitsbedingt vorübergehend verhindert sei, sein Ministerium zu leiten, weswegen Wirtschaftsminister Troels Lund Poulsen ab sofort und bis auf Weiteres auch als kommissarischer Verteidigungsminister fungiere. Zur Entlastung Poulsens wurde die Regionsvorsteherin Syddanmarks, Stephanie Lose, zur Ministerin ohne Geschäftsbereich im Wirtschaftsministerium ernannt. Im August 2023 kehrte Ellemann-Jensen aus seinem Krankheitsurlaub zurück und übernahm das Wirtschaftsministerium, während Lund Poulsen im Verteidigungsministerium verblieb. Am 23. Oktober 2023 verkündete Ellemann-Jensen seinen kompletten Rückzug aus der Politik, neuer stellvertretender Ministerpräsident ist seitdem Lund Poulsen. Nach der Neuwahl der Venstre-Parteispitze übernahm am 23. November Stephanie Lose das Amt als Wirtschaftsministerin; auch zwei weitere Kabinettsposten wurden durch den neuen Parteivorsitzenden getauscht: Mia Wagner ersetzte Marie Bjerre als Digitalministerin, der bisherige Fraktionssprecher Morten Dahlin übernahm das Ministerium für ländlichen Raum, Nordische Zusammenarbeit und Kirchenangelegenheiten von Louise Schack Elholm. Wagner gab ihr Amt nach zwei Wochen aus gesundheitlichen Gründen auf, woraufhin Bjerre erneut als Ministerin berufen wurde.
Seit der Regierung Krag III handelt es sich auch um das erste dänische Kabinett, welches unter zwei verschiedenen Monarchen dient, nachdem Margrethe II. zugunsten ihres Sohnes Frederik X. zum 14. Januar 2024 abdankte. Ministerpräsidentin Frederiksen kam damit als erster Amtsinhaberin seit 52 Jahren auch die Aufgabe zu, einen neuen König zu proklamieren.
Zum 29. August 2024 kam es zu einer erneuten Umbildung des Kabinetts. Die Kopenhagener Oberbürgermeisterin Sophie Hæstorp Andersen von den Socialdemokraterne ersetzte ihre Parteikollegin Pernille Rosenkrantz-Theil in der Position als Ministerin für Soziales und Wohnraum. Das Ministerium für Soziales, Wohnraum und Senioren mit bis dahin zwei Ministerposten wurde in Ministerium für Soziales und Wohnraum umbenannt. Zugleich wurde mit dem Seniorenministerium ein neues Ministerium gebildet. Der Venstre-Politiker Torsten Schack Pedersen wurde Minister für Öffentliche Sicherheit und Bereitschaft in einem neu dafür gebildeten Ministerium. Neue Digitalisierungsministerin wurde Caroline Stage Olsen von den Moderaterne. Die vorherige Digitalisierungs- und Gleichstellungsministerin Marie Bjerre wurde zur Europaministerin ernannt. Der neue Ministerposten wurde im Außenministerium geschaffen. Die Zuständigkeit für Gleichstellung ging an Umweltminister Magnus Heunicke über, der im Zuge dessen Umwelt- und Gleichstellungsminister wurde. Der Minister für Entwicklungszusammenarbeit und globale Klimapolitik, Dan Jørgensen, verließ die Regierung. Mette Frederiksen hatte bereits davor angekündigt, dass er neuer EU-Kommissar werden solle. Neu gegründet wurde das mit einem umweltpolitischen Schwerpunkt versehene Ministerium für das Grüne Dreigespann (Ministerium for Grøn Trepart), in dem der vorherige Steuerminister Jeppe Bruus Christensen zum Minister ernannt wurde. Neuer Steuerminister wurde Rasmus Stoklund.
| Ressort | Foto                                       | Name                       | Lebensdaten | Amtsantritt                                                | Amtsende          | Partei | Partei             |
| --- | ------------------------------------------ | -------------------------- | ----------- | ---------------------------------------------------------- | ----------------- | ------ | ------------------ |
| Ministerpräsidentin |                                            | Mette Frederiksen          | * 1977      | 15. Dezember 2022                                          | amtierend         |        | Socialdemokraterne |
| Stellvertretender Ministerpräsident (Vicestatsminister) |                                            | Jakob Ellemann-Jensen      | * 1973      | 15. Dezember 2022                                          | 23. Oktober 2023  |        | Venstre            |
| Stellvertretender Ministerpräsident (Vicestatsminister) |                                            | Troels Lund Poulsen        | * 1976      | 23. Oktober 2023                                           | amtierend         |        | Venstre            |
| Verteidigung |                                            | Jakob Ellemann-Jensen      | * 1973      | 15. Dezember 2022                                          | 22. August 2023   |        | Venstre            |
| Verteidigung |                                            | Troels Lund Poulsen        | * 1976      | 22. August 2023 seit 6. Februar 2023 bereits kommissarisch | amtierend         |        | Venstre            |
| Auswärtiges |                                            | Lars Løkke Rasmussen       | * 1964      | 15. Dezember 2022                                          | amtierend         |        | Moderaterne        |
| Finanzen |                                            | Nicolai Wammen             | * 1971      | 15. Dezember 2022                                          | amtierend         |        | Socialdemokraterne |
| Wirtschaft |                                            | Troels Lund Poulsen        | * 1976      | 15. Dezember 2022                                          | 22. August 2023   |        | Venstre            |
| Wirtschaft |                                            | Jakob Ellemann-Jensen      | * 1973      | 22. August 2023                                            | 23. Oktober 2023  |        | Venstre            |
| Wirtschaft |                                            | Stephanie Lose             | * 1982      | 23. November 2023                                          | amtierend         |        | Venstre            |
| Ministerin ohne Geschäftsbereich im Wirtschaftsministerium |                                            | Stephanie Lose             | * 1982      | 9. März 2023                                               | 1. August 2023    |        | Venstre            |
| Inneres und Gesundheit |                                            | Sophie Løhde               | * 1983      | 15. Dezember 2022                                          | amtierend         |        | Venstre            |
| Justiz |                                            | Peter Hummelgaard Thomsen  | * 1983      | 15. Dezember 2022                                          | amtierend         |        | Socialdemokraterne |
| Kultur |                                            | Jakob Engel-Schmidt        | * 1983      | 15. Dezember 2022                                          | amtierend         |        | Moderaterne        |
| Wirtschaftsförderung und Betriebe |                                            | Morten Bødskov             | * 1970      | 15. Dezember 2022                                          | amtierend         |        | Socialdemokraterne |
| „Grünes Dreigespann“ (Grøn Trepart) (seit 29. August 2024; zuvor: Entwicklungszusammenarbeit und Globale Klimapolitik)                                                              |                                            | Dan Jørgensen              | * 1975      | 15. Dezember 2022                                          | 29. August 2024   |        | Socialdemokraterne |
| „Grünes Dreigespann“ (Grøn Trepart) (seit 29. August 2024; zuvor: Entwicklungszusammenarbeit und Globale Klimapolitik)                                                              |                                            | Jeppe Bruus Christensen    | * 1978      | 29. August 2024                                            | amtierend         |        | Socialdemokraterne |
| Umwelt und Gleichstellung (seit 29. August 2024, zuvor: Umwelt) |                                            | Magnus Heunicke            | * 1975      | 15. Dezember 2022                                          | amtierend         |        | Socialdemokraterne |
| Bau und Soziales |                                            | Pernille Rosenkrantz-Theil | * 1977      | 15. Dezember 2022                                          | 29. August 2024   |        | Socialdemokraterne |
| Bau und Soziales |                                            | Sophie Hæstorp Andersen    | * 1974      | 29. August 2024                                            | amtierend         |        | Socialdemokraterne |
| Arbeit |                                            | Ane Halsboe-Jørgensen      | * 1983      | 15. Dezember 2022                                          | amtierend         |        | Socialdemokraterne |
| Erziehung und Kinder |                                            | Mattias Tesfaye            | * 1981      | 15. Dezember 2022                                          | amtierend         |        | Socialdemokraterne |
| Einwanderung und Integration |                                            | Kaare Dybvad Bek           | * 1984      | 15. Dezember 2022                                          | amtierend         |        | Socialdemokraterne |
| Steuern |                                            | Jeppe Bruus Christensen    | * 1978      | 15. Dezember 2022                                          | 29. August 2024   |        | Socialdemokraterne |
| Steuern |                                            | Rasmus Stoklund            | * 1984      | 29. August 2024                                            | amtierend         |        | Socialdemokraterne |
| Ernährung, Landwirtschaft und Fischerei |                                            | Jacob Jensen               | * 1973      | 15. Dezember 2022                                          | amtierend         |        | Venstre            |
| Städte, ländlicher Raum, Kirchenangelegenheiten, und Nordische Zusammenarbeit (seit 23. November 2023, zuvor: Ländlicher Raum, Kirchenangelegenheiten und Nordische Zusammenarbeit) |                                            | Louise Schack Elholm       | * 1977      | 15. Dezember 2022                                          | 23. November 2023 |        | Venstre            |
| Städte, ländlicher Raum, Kirchenangelegenheiten, und Nordische Zusammenarbeit (seit 23. November 2023, zuvor: Ländlicher Raum, Kirchenangelegenheiten und Nordische Zusammenarbeit) |                                            | Morten Dahlin              | * 1989      | 23. November 2023                                          | amtierend         |        | Venstre            |
| Transport |                                            | Thomas Danielsen           | * 1983      | 15. Dezember 2022                                          | amtierend         |        | Venstre            |
| Hochschulbildung und Wissenschaft |                                            | Christina Egelund          | * 1977      | 15. Dezember 2022                                          | amtierend         |        | Moderaterne        |
| Digitalisierung (seit 29. August 2024, zuvor: Digitalisierung und Gleichstellung)                                                                                                   |                                            | Marie Bjerre               | * 1986      | 15. Dezember 2022                                          | 23. November 2023 |        | Venstre            |
| Digitalisierung (seit 29. August 2024, zuvor: Digitalisierung und Gleichstellung)                                                                                                   | Mia Wagner koncerndirektør Freeway cropped | Mia Wagner                 | * 1977      | 23. November 2023                                          | 7. Dezember 2023  |        | Venstre            |
| Digitalisierung (seit 29. August 2024, zuvor: Digitalisierung und Gleichstellung)                                                                                                   |                                            | Marie Bjerre               | * 1986      | 7. Dezember 2023                                           | 29. August 2024   |        | Venstre            |
| Digitalisierung (seit 29. August 2024, zuvor: Digitalisierung und Gleichstellung)                                                                                                   |                                            | Caroline Stage Olsen       | * 1990      | 29. August 2024                                            | amtierend         |        | Moderaterne        |
| Seniorenangelegenheiten |                                            | Mette Kierkgaard           | * 1972      | 15. Dezember 2022                                          | amtierend         |        | Moderaterne        |
| Klima, Energie und Versorgung |                                            | Lars Aagard                | * 1967      | 15. Dezember 2022                                          | amtierend         |        | Moderaterne        |
| Europa (seit 29. August 2024) |                                            | Marie Bjerre               | * 1986      | 29. August 2024                                            | amtierend         |        | Venstre            |
| Öffentliche Sicherheit und Bereitschaft (seit 29. August 2024) |                                            | Torsten Schack Pedersen    | * 1976      | 29. August 2024                                            | amtierend         |        | Venstre            |